# Язьве
Язьве (пол. Jaźwie) — село в Польщі, у гміні Тлущ Воломінського повіту Мазовецького воєводства.
Населення — 180 осіб (2011).
У 1975-1998 роках село належало до Остроленцького воєводства.

## Демографія
Демографічна структура станом на 31 березня 2011 року:
|          | Загалом | Допрацездатний вік | Працездатний вік | Постпрацездатний вік |
| -------- | ------- | ------------------ | ---------------- | -------------------- |
| Чоловіки | 102     | 17                 | 73               | 12                   |
| Жінки    | 78      | 12                 | 40               | 26                   |
| Разом    | 180     | 29                 | 113              | 38                   |